# Sabina Ćudić
Sabina Ćudić, née en 1982 à Sarajevo, est une femme politique bosnienne. Elle est membre de la Chambre des représentants depuis 2022 et membre du parti Notre Parti.
Elle est également membre de l'Assemblée parlementaire du Conseil de l'Europe depuis 2023.

## Biographie

### Jeunesse et éducation
Sabina Ćudić naît à Sarajevo en 1982, en Yougoslavie (aujourd'hui Bosnie-Herzégovine). Elle est diplômée en sciences politiques et en études internationales de l'Université de Towson aux États-Unis et est titulaire d'une maîtrise en droits de l'homme et en démocratie de l'Université de Bologne et de l'Université de Sarajevo.

### Carrière
Sabina Ćudić est membre et ancienne vice-présidente du parti social-libéral Notre Parti. Elle est candidate au poste de maire de Novo Sarajevo lors des élections municipales de 2012 (en), mais n'est pas élue. Lors des élections législatives de 2018, elle est élue à la Chambre des représentants.
Elle est de nouveau élue à la Chambre des représentants lors des élections générales de 2022, en obtenant plus de 20 000 voix. Depuis mars 2023, elle est membre de l’Assemblée parlementaire du Conseil de l’Europe.

### Vie privée
Sabina Ćudić est mariée à l'acteur Alban Ukaj (en), ils ont un garçon prénommé Nardis né en août 2015.